# Henkersteg

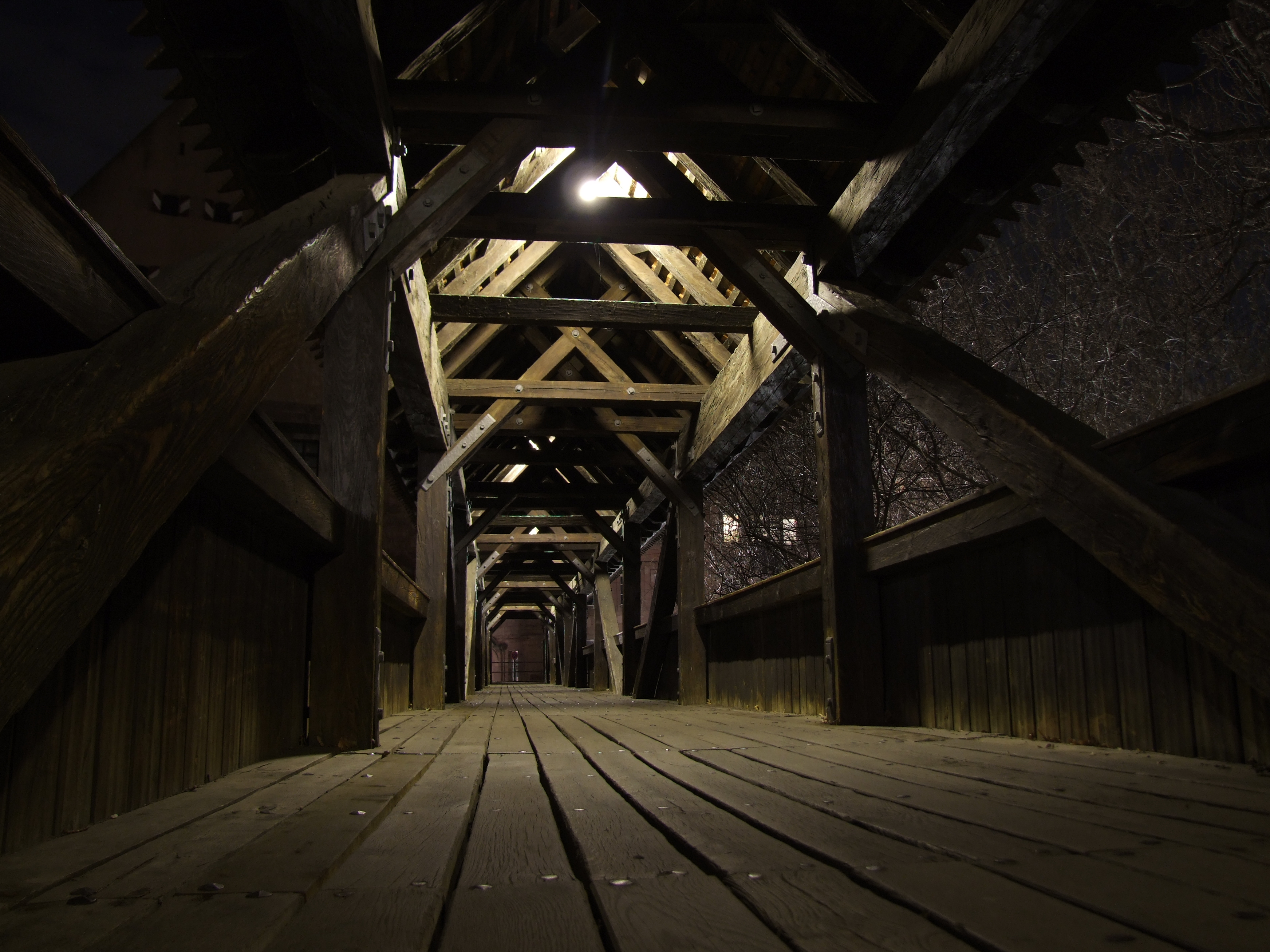
Innenansicht bei Nacht, 2008

Der Henkersteg, auch Langer Steg, ist ein Holzsteg über die Pegnitz in Nürnberg.

## Lage und Umgebung
Der Steg beginnt am Henkerturm und verbindet den Trödelmarkt, eine Insel in der Pegnitz, über die erst seit 2021 so bezeichnete Bratwurstgasse mit dem Stadtteil St. Lorenz, wo er neben dem Unschlitthaus auf den Unschlittplatz mündet.

## Geschichte

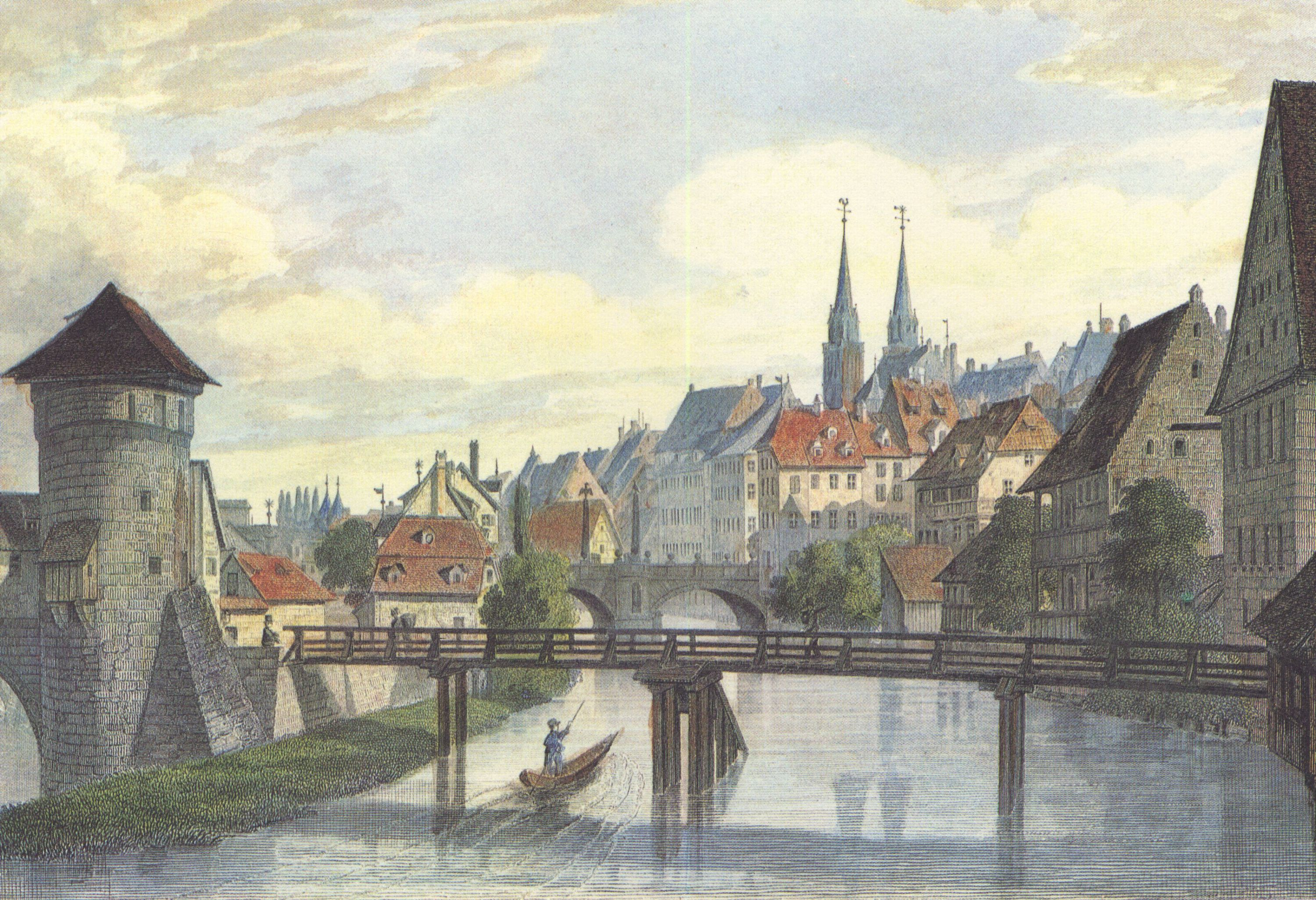
Henkersteg, kolorierter Stahlstich (um 1850) von Alexander Richard Marx

1457 wurde für Fußgänger über dem südlichen Ausfluss der Pegnitz an der vorletzten Stadtmauer ein Holzsteg errichtet. Den Namen Henkersteg erhielt er vom Henkerturm, der früheren Wohnung des reichsstädtischen Henkers auf dem Säumarkt (heute: Trödelmarkt).
Während des Hochwassers von 1595 verursachten Eisgang und Eisstau Schäden an den Brücken über die Pegnitz. Der Einsturz des Henkerstegs Ende Januar 1595 kostete acht Schaulustige das Leben, als sie mit der Brücke von den Fluten mitgerissen wurden. Nach dem Hochwasser riss man drei Stadtmauerbögen der vorletzten Stadtbefestigung ab und errichtete den Henkersteg weiter westlich als überdachten Holzsteg neu; seitdem mündet das südliche Ende des Steges in den Unschlittplatz. In den Jahren 1657, 1671, 1761 und 1776 wurde der Henkersteg erneuert oder umgebaut. Nach starken Kriegsschäden wurde der Steg 1954 rekonstruiert. Im Jahr 2000 wurde er zu einer Station der anlässlich des 950. Stadtgeburtstages entstandenen Historischen Meile Nürnbergs.